# Włókna kiciaste (hipokamp)

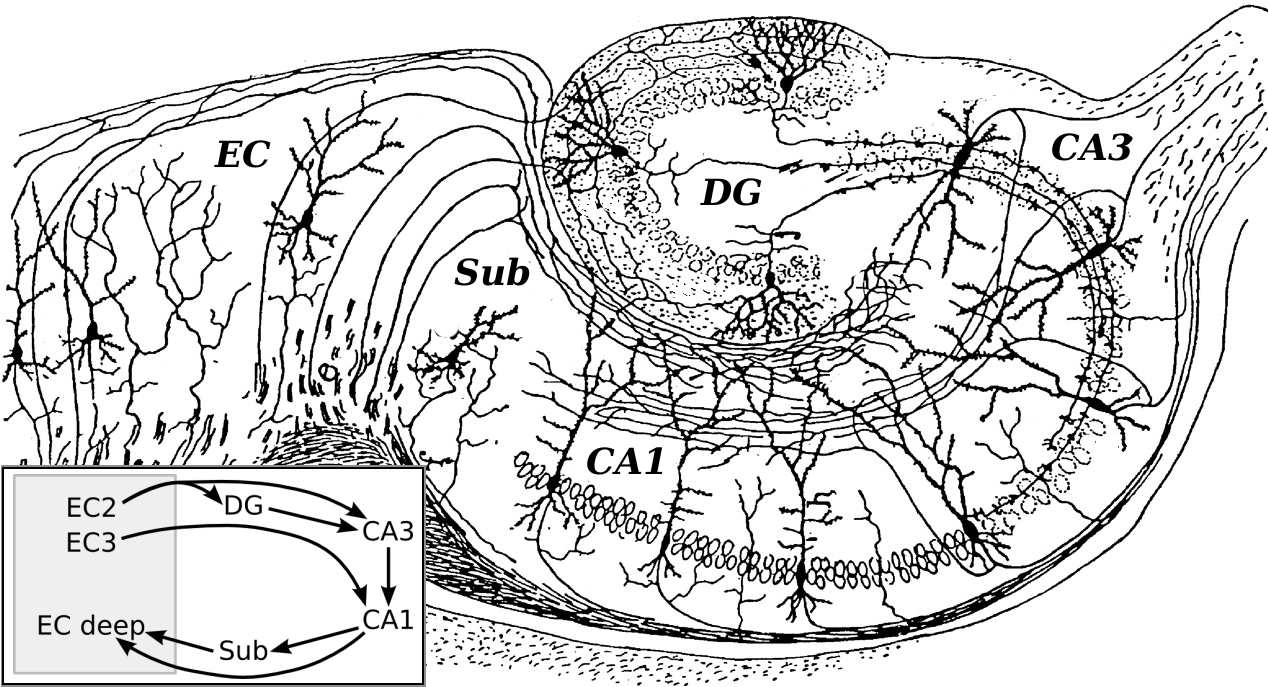
Rysunek przedstawiający podstawowe połączenia w formacji hipokampa sporządzony przez Santiago Ramona y Cajala. Włókna kiciaste biegną od komórek ziarnistych zakrętu zębatego (DG) do komórek piramidowych sektora CA3.

Włókna kiciaste hipokampa (ang. mossy fibers) – aksony komórek ziarnistych zakrętu zębatego tworzące synapsy na neuronach piramidowych sektora CA3 w hipokampie. Stanowią część głównej drogi doprowadzającej informację nerwową do hipokampa z kory śródwęchowej.
Synapsy wytwarzane przez włókna kiciaste mają zazwyczaj charakter pobudzający i działają poprzez wydzielanie glutaminianu.
Udowodniono, że stopień rozbudowania włókien kiciastych u myszy jest pozytywnie skorelowany z ich zdolnością do rozwiązywania zadań przestrzennych, w przeciwieństwie do zadań innego typu.
Włókien kiciastych znajdujących się w hipokampie nie należy mylić z włóknami kiciastymi znajdującymi się w móżdżku.